# R2 (Slowakije)
De R2 is een expresweg in Slowakije. De R2 loopt van Trenčín naar Košice via Bánovce nad Bebravou, Prievidza, Žiar nad Hronom, Zvolen, Lučenec, Rimavská Sobota en Rožňava. De expresweg R2 maakt deel uit van de E58, E77, E571 en E571. De stukken expresweg tussen Žiar nad Hronom en Zvolen vallen samen met de R1 en de R3. De R2 is nog in aanbouw; de totale geplande lengte is 338,4 kilometer.
D1 · D2 · D3 · D4   ·  
R1 · R2 · R3 · R4 · R5 · R6 · R7 · R8